# Ternäres Signal
Als ternäres Signal wird in der Informationstechnik ein digitales Signal bezeichnet, das drei verschiedene Zustände annehmen kann.
Eine mögliche Bezeichnung der Zustände ist „−1“, „0“ und „+1“. Damit stellt es eine alternative Codierung eines Digitalsignals dar, das üblicherweise zwei Zustände (binär) einnimmt, die man mit „0“ und „1“ bezeichnen kann.
Ein ternäres Signal kann verwendet werden, um Bandbreite zu sparen, wenn es der Störabstand zulässt. Dann beträgt die Bandbreite idealerweise etwa 67 % der Bandbreite, die für binäre Übertragung benötigt wird. In der Praxis werden häufig Codes verwendet, die mehr als diese minimale Bandbreite benötigen, durch Kanalcodierung jedoch Taktrückgewinnung, Fehlererkennung oder -korrektur ermöglichen.
Von einem pseudoternären Signal spricht man dann, wenn man zwar drei Signalzustände benutzt, aber nur ein Binärsignal darauf abbildet. Dabei wird meistens eine logische „1“ als „+1“, die nächste logische „1“ als „−1“ übertragen.